# Мухаммед Шейбани
Муха́ммед Шейбани́, или Шейбани́-хан, в источниках упоминается также как: Шайба́к, Шайбе́к  и Шахибе́к (узб. Muhammad Shayboniy; узб. Shayboniyxon; узб. Sulton Muhammad Shayboniyxon; 1451 — 2 декабря 1510) — узбекский хан, основатель династии Шейбанидов и хан Бухарского ханства. Сын Шах-Будаг-султана, внук правителя и основателя государства кочевых узбеков Абулхайир-хана (1428—1468). Чингизид, потомок по линии хана Шибана, пятого сына Джучи.

## Имя
Настоящее имя по данным В. В. Бартольда — Шах-Бахт Мухаммед, по данным других исследователей: Р. Г. Мукминовой, В. П. Юдина и Эдварда Оллворса — Абулфатх Мухаммед Шейбани-хан. Шейбани — поэтическое прозвище. По данным современника Шейбани-хана — Мулла Шади, и востоковедов: В. П. Юдина, Р. Г. Мукминовой Шейбани-хан также носил поэтическое прозвище — Шахбахт (королевское счастье). По данным в Национальной энциклопедии Узбекистана прозвище — Шахбахт дал ему Абулхайр-хан. Основанная им династия известна в истории под названием Шейбанидов, хотя ни один из её представителей не был потомком Мухаммеда Шейбани.

## Биография
У правителя Узбекского ханства Абулхайир-хана (1428—1468) было одиннадцать сыновей, одним из которых был Шах Будаг — отец Шейбани-хана. Мать Шейбани-хана звали Ак-Кози-бийим.
По данным историка Камал ад-дин Бинаи, Шах-Будаг-султан дал старшему сыну имя Султан Мухаммад Шайбани, а прозвище — «Шахбахт».
По данным источников, генеалогия Шейбани-хана выглядела следующим образом: Абу-л-фатх Мухаммад-хан Шайбани, [который] известен [под именем] Шахибек-хана, сын Шах-Будак-хана, сына Абу-л-Хайр-хана, сына Даулат-Шайх-оглана, сына Ибрахим-оглана, сына Фулад-оглана, сына Мунк-Тимур-хана, сына Абдал-оглана, сына Джочи-Бука-хана, сына Йис-Буки, сына Банийал-Бахадура, сына Шайбана, сына Джучи-хана, сына Чингиз-хана.
Интересно, что в «Таварих-и гузида-йи нусрат-наме» отмечается, что женою предка Шейбани-хана Минг-Тимура была дочь Джанди-бека, который был потомком Исмаила Самани.
Отец Шейбани-хана Шах Будаг-хан был образованным человеком, по его приказу делали переводы персидских сочинений на тюркский язык.

## Духовные наставники
Шейбани-хан был образованным человеком, учился в медресе Бухары. Известными наставниками Шейбани-хана были Мухаммад Хитайи, суфийские шейхи тариката Ясавия Джамал ад-дин Азизон, Шейх Худайдод Вали и Мансур.

Однажды Шейбани посетил шейха Мансура, и тот заметил ему: «Смотрю я на тебя, узбек, и вижу, что очень тебе хочется стать государем!» И затем повелел подать еду. Когда всё было съедено и убрали скатерть, шейх Мансур как бы между прочим заметил: «Как скатерть собирают с краёв, так и ты начни с окраин государства». Шейбани принял во внимание этот весьма недвусмысленный совет своего нового наставника и в конце концов завоевал государство Тимуридов— 
Шейбани-хан имел также близкие связи с суфийскими шейхами ордена Кубравия.

## Первые годы политической деятельности
После наступившей ранней смерти отца Шейбани-хан вместе с братом Махмуд-султаном оказались у своего деда, Абулхайр-хана. Для воспитания Шейбани-хана аталыком был назначен Бай-шейх.
Британский историк Джексон утверждает, что Абулхайр-хан был основателем Узбекского ханства. Он долгое время властно и твердо управлял Узбекским ханством. После его смерти около года правителем государства был Йадгар-хан (1468—1469), но после его смерти к власти пришёл Шайх-Хайдар (1469—1471). Против Шайх-Хайдара сложилась мощная коалиция соседей и зависимых государств, ногайцев, сибирского, казахского ханов, хана Большой Орды Ахмата (1460—1481).
После смерти своего деда, Шейбани-хан вместе с братом Махмуд-султаном оказались у своего дяди Шайх-Хайдара, а после его смерти в 1471 году перешли к Карачину бахадуру кушчи. Мухаммед Шейбани пытался вернуть контроль над присырдарьинскими городами, заручившись поддержкой Тимуридов Мавераннахра. В начале 1470 годов с помощью Тимуридов Шейбани-хан отвоевал несколько крепостей на Сырдарье. Его ставкой стал Сыгнак. Однако уже в том же 1470 году в присырдарьинских степях появились отряды казахских султанов. Старший сын Жанибек-хана, Махмуд султан, занял Созак, а другой его сын, Еренши — Сауран. Здесь Еренши столкнулся с войсками Мухаммеда Шейбани, который в последовавшей битве был разгромлен и вынужден был бежать в Бухару. В 1471 году сибирский хан Ибак смог убить Шайх-Хайдара.

## Шейбани-хан и хан Ахмат
Последний хан Золотой Орды Ахмат пытался установить свою власть на обширной территории Дашти Кипчака и уничтожить своего конкурента Шейбани-хана. В 1471 году внуки Абулхайр-хана, Мухаммед Шейбани и Махмуд-султан, которые были реальными претендентами на власть в Узбекском улусе, укрылись в Астрахани (Хаджитархане) у племянника хана Большой Орды, Ахмата Касима.
Ахмат предпринял военный поход на Астрахань, в котором приняли участие Ибак и ногайский бий Аббас, дядя Мусы и Ямгурчи. Однако племянник Ахмата выразил покорность, хотя и позволил своевременно скрыться внукам Абулхайр-хана. Добившись выражения покорности от Касима I, Ахмат распустил войско, считая, что внуки Абулхайр-хана не представляют опасности. В июле 1472 года Ахмат совершил неудачный поход на Москву, в ходе которого смог лишь сжечь город Алексин (29 июля) на правобережье Оки. Вынужден был отступить, не вступив в бой с московским войском (1 августа), так как получил известия о нападении на его собственные улусы небольшого отряда узбекского правителя Мухаммеда Шейбани. Таким образом, Ахмат совершавший набег на Русь, вынужден был срочно прервать поход и вернуться в Поволжье, тем самым Шейбани-хан способствовал прекращению похода хана Ахмата на Русь. В. В. Трепавлов сообщает, что нападение на лагерь Ибака произошло уже через 8 дней после убийства Шайх-Хайдара.

## Борьба за власть в Дешт-и-Кипчакской степи
Мухаммад Шейбани был человеком большой воли, глубокого ума, незаурядной личной храбрости и отваги, искусным организатором и военачальником.
Шейбани со своим отрядом скитался по степи, желая отомстить своим врагам. Ему удалось напасть на Буреке-султана, сына хана Йадгар-хана, разгромить и убить его. Остатки улуса Буреке-султана примкнули к мангытам.
Видимо, после смерти Жанибек-хана, около 1473 года к нему прибыли послы от ногайского бия Мусы, который предлагал союз между Шибанидами и мангытами. Мангытские бии пытались выйти из-под власти Керея и Жанибек-хана и провозгласить ханом более послушных их воле султанов. Муса-бий заключил союз с Мухаммедом Шейбани, пообещав провозгласить его ханом всего Дашти Кипчака. Мухаммед Шейбани становится ханом, а Муса — беклярбеком. В сражении, в котором принял участие и Шейбани-хан со своим небольшим отрядом в 300 человек, Бурундук-хан (1474/1480—1511) был разбит. Однако в этом сражении погиб брат Мусы Хорезми. Намерениям Мусы принять в качестве хана Мухаммеда Шейбани воспротивились вожди мангытских и союзных племён, составлявших Ногайскую Орду. Переговоры затягивались, а Бурундук-хан в это время напал на владения Мухаммеда Шейбани на Сырдарье.
Победа Бурундук-хана — сына Керея у перевала Сагунлык в Каратауских горах, а затем у Отрара, Туркестана, Аркука, вынудили Мухаммеда Шейбани покинуть ставку Мусы, и их соглашение не состоялось. Мухаммед Шейбани потерпел поражение от Бурундук-хана и своего двоюродного брата по материнской линии Касым-хана в горах Кара-Тау, после чего скрывался на Мангышлаке.
В 1488 году Шейбани-хан овладел Туркестаном Туркестан стал основной базой для Шейбани-хана в его походах на Мавераннахр.
В дальнейшем Шейбани-хан напал на Хорезм, где захватил Тирсак и осадил Ургенч. Хусейн Байкара направил против него двадцатитысячное войско под командованием Абд ал-Халика. Шейбани снял осаду Ургенча и отступил к крепости Булдумсаз. Эмир Халил, правивший крепостью, приветствовал Мухаммеда Шейбани как хана и повелителя. В том же году войска Шейбани-хана разбили Тимуридов под Вазиром и овладели городом. Затем он захватил Адак и оттуда совершал рейды в сторону Астрабада. Шейбани оставался в Хорезме до начала 1490-х, несмотря на попытки Хусейна Байкары изгнать их оттуда. В начале 1490-х Шейбани ушёл в Отрар по приглашению ташкентского правителя Султан Махмуд-хана.
Согласно источникам, когда Бурундук-хан и сыновья Жанибек-хана — Касым-султан и Адик-султан со всеми моголами находились в горах Ала-Тау, к ним прибыл с малочисленным отрядом Мухаммед-Шейбани-хан и нанес им поражение. Бурундук-хан, сказав «сопротивление этому человеку не дает никакого результата», решил стать сватом; сын Шейбани-хана, Мухаммед Тимур-султан стал ему зятем, а другую дочь Бурундук-хан выдал Махмуд-султану Таким образом, Бурундук-хан завязал более близкие родственные отношения с семьёй Шейбани-хана. Он выдал за него, его сына и племянника трёх своих дочерей. Предполагают, что это событие произошло в 1495 году.

## Абулхайр-хан, Шейбани-хан и Тимуриды
В 1451 году дед Шейбани-хана — Абулхайрхан помог деду Захир аддин Бабура — тимуриду Абу Саиду прийти к власти в Мавераннахре. Одновременно Абулхайр-хан выдал свою дочь Хан-заде бегим замуж за тимурида Абу Саида. Его внук от дочери и Абу Саида — тимурида Мухаммад Султан похоронен в фамильной усыпальнице Тимуридов Гур-Эмире в Самарканде.
В Самарканде Абулхайир-хан женился на дочери султана Мавераннахра астронома Улугбека. Дочь Улугбека Рабия Султан-бегим стала матерью его сыновей Кучкунджи-хана и Суюнчходжа-хана, которые позже управляли Мавераннахром.
В 1460-х годах внук Мирзо Улугбека, племянник его дочери Рабии Султан бегим Мухаммад Джуки прибыл к Абулхайир-хану с просьбой об убежище, а позже просил помочь в борьбе с Абу Сеидом, который был в походе на западный Хорасан.
В 1468 году к Абулхайр-хану прибыл друг Алишера Навои тимурид Султан Хусейн Байкара за помощью в борьбе за престол тимуридов в Хорасане, однако Абулхайр-хан был болен и не смог ему помочь.
В 1470-х годах Шейбани-хан прибыл в тимуридские владения в Бухаре, где учился два года в медресе.
В 1480-х годах правитель Самарканда тимурид Султан Ахмед мирза пригласил Шейбани-хана для борьбы против моголов. Однако он перешёл на сторону моголов и с их помощью в 1485 году овладел городами на Сырдарье: Сыгнаком, Аркуком и Узгендом.
Сестра тимурида Бабура Ханзаде-бегим была замужем за узбекским ханом Мухаммедом Шейбани. Как писал Бабур: «Старше всех дочерей была Хан-Заде-биким; она родилась от одной со мной матери и была старше меня на пять лет...моя старшая сестра, Ханзаде-биким, попала в руки Шейбани-хана. У нее родился сын, по имени Хуррам-шах, это был приятный юноша. Шейбани-хан отдал ему область Балх, а через год-два после смерти своего отца он отправился к милости Аллаха».
Шейбани-хан был женат на двоюродной сестре Бабура, дочери Махмуд-хана — Айша-Султан-ханум, которая была известна как Могол-ханум и до конца жизни [хана] она была почитаемой его женой.
Другая двоюродная сестра Бабура, дочь Махмуд-хана Кутлук-ханум была замужем за шибанидом султаном Джанибек-султаном.
В политической борьбе Шейбани-хана против Бабура поддерживали его дяди, сыновья Абулхайр-хана и внуки тимурида Мирзо Улугбека Кучкунджи-хан и Суюнчходжа-хан.

## Объединение Мавераннахра и Хорасана
Зная о междоусобицах в государствах Тимуридов в Мавераннахре и Хорасане, Шейбани-хан вмешался в эту борьбу и пытался создать единое централизованное государство в Туркестане. Собрав оставшееся ему верным войско, в 1499 году пошёл в поход на юг, в Мавераннахр и начал захват Государства Тимуридов, раздробленного после смерти Тимура. В 1501 году Шейбани-хан окончательно овладел Самаркандом и сделал его столицей своего государства. В этот год им были выпущены серебряные и медные монеты.
Как раз в это время Шейбани-хан объявил себя «имамом времени и милосердным халифом», претендуя на роль светского и духовного лидера мусульман Туркестана. Как пишет историк Абдуррахман-и Тали, в 1501—1502 годы произошло двухстепенное соединение планет, что означало конец эпохи Чагатая и наступление эпохи узбеков.
В 1503 году Шейбани-хан совершил поход в казахские степи, против напавших на город Туркестан казахских родов.
В 1505 году после многомесячной осады (ноябрь 1504 — август 1505) Шейбани-хан овладел Ургенчем.
В 1505 году в ответ на новый набег казахских родов Шейбани-хан совершил свой второй успешный поход против них.
В 1506 году Шейбани-хан овладел Балхом. Причём к нему ещё в 1503 году присоединился младший брат поэта Алишера Навои Дарвиш Али и всячески его поддерживал в покорении земель Тимуридов.
27 мая 1507 года в соборной мечети Герата была провозглашена хутба с поминовением Абулхайр-хана и «имама времени и наместника всемилостивого» (имам-уз-заман уа халифат-ур Рахман), Шейбани-хана и власть Тимуридов была свергнута. Ему удалось захватить большую часть Мавераннахра, Хорасан и создать единое государство.
В Герате художник Бехзад нарисовал его портрет, который сохранился до наших дней. Сейчас он хранится в музее Метрополитен в Нью-Йорке.
В 1507—1509 годах Шейбани-хан подчинил себе другие города Хорасана: Дамган, Астрабад, Мешхед и др.
В 1507 году когда узбекские войска вступили на территорию Хорасана, Мешхед перешёл в руки Шейбани-хана. В 1507—1508 годы, уже во время господства Шейбани-хана, Сейид Хади-ходжа, приходившийся двоюродным братом хану, был посажен правителем в Мешхеде, а управление Мерва было передано Камбар-бию.
К 1508 году Шейбани-хан сделался верховным правителем обширной территории, простиравшейся от берегов Сырдарьи на севере до Кандагара на юге и от Каспийского моря на западе до пределов Китая на востоке.
В 1509 году Шейбани-хан вынужден был третий раз пойти с походом на северо-восточные границы, так как до этого казахский Джаниш-султан совершил грабительский поход на Бухару и Самарканд и захватил много людей в плен. Битва более чем 40-тысячного войска Шейбани-хана против 30 тысяч Джаниш-султана закончилась полным разгромом Джаниш-султана и его улуса.
Готовясь к войне с сефевидским шахом Исмаилом I (1501—1524), Шейбани-хан решил обезопасить свои северо-восточные границы и зимой 1510 года совершил четвёртый поход против Бурундук-хана и Касым-хана. Этот поход закончился неудачей.
В 1510 году Шейбани-хан ввязался в тяжёлую войну с хазарейцами на территории современного Афганистана и не смог одержать решительной победы. В конечном итоге эти неудачи способствовали его поражению и гибели в ноябре 1510 года.

## Титулы Шейбани-хана и его религиозная политика
На выпущенных Шейбани-ханом монетах выявляются титулы, которые он принял: «Султан величайший, наместник [Аллаха] всемилостивого, защитник религии»; «Имам своего времени, наместник [Аллаха] всемилостивого, Абу-л-фатх». Титулы неравнозначны, во втором значительно яснее, выражена теократическая идея, второй титул подчеркивает, что Шейбани-хан — «имам своего времени».
Шейбани-хан не делал никакого различия между иранцами и тюрками по национальному признаку, а следовал хадису пророка: «все мусульмане — братья».
Один из авторитетных религиозных деятелей, выходец из Йемена, эмир Сайид Шамс ад-Дин Абдаллах ал-Араби ал-Йамани ал Хадрамаути (известный как Мир-и Араб), пользовался покровительством Шайбани-хана, постоянно принимал участие заседаниях дивана и сопровождал хана в его походах

## Родо-племенной состав войск Шейбани-хана
Войско Шейбани-хана состояло из представителей таких узбекских племен как: дурманы, кушчи, найманы, джуркуны, йети-минги, ички, асы, мангыты, а также уйгуров, чагатаев, баджкиров и др.

## Внешняя политика
Шейбани-хан поддерживал связи с Османской империей и Китаем. В 1503 году его послы прибыли ко двору минского императора. В союзе с османским султаном Баязидом II (1481—1512) Шейбани-хан противостоял сефевидскому шаху Исмаилу I.
По данным Г.А. Камбарбековой историк XVIII века Исмаил Хусейни Мараши Табризи в своей рукописи «Тарих-и Сафавие» («История рода Сефевидов») сообщает, что с целью захвата Хорасана у иранского шаха, Шейбани хан обращается к своему родственнику, казахскому султану Касыму, с предложением о союзе и просит у него помощи в военной силе. 	 
	
Согласно некоторым историческим данным, Касым султан был потомком 13-го сына Джучи — Тукай-Тимура, и имел более низкий статус среди Чингизидов, а статус Шейбани-хана, потомка Шибана, третьего сына Джучи, был гораздо выше. Так, в «Чингиз-наме» потомки Шибана попрекали Тукай-Тимуридов тем, что Тукай-Тимур в отличие от других братьев не получил улуса в 1226 году после смерти Джучи, что должно было доказывать его более низкий статус:	 

	Когда после смерти нашего отца Джочи-хана наши отцы отправились к нашему великому деду Чингизхану, то он после Иджана и Саина поставил юрту [и] для нашего отца Шайбан-хана. Для вашего [же] отца [он] не поставил даже и [крытой] телеги.	 

Махмуд бен Вали в своём «Море тайн, относительно доблестей благородных» применяет к потомкам Тукай-Тимура титул «хан оглы» (принц). По утверждению В. П. Юдина, данный титул означал, что его обладатель не имел прав на ханское достоинство.
По другой версии, речь шла не о Касым-хане, а о племяннике хана Большой Орды — Ахмата, правителе Астрахани Касым-хане ибн Махмуде, который действительно помог Шейбани-хану и его брату, выделив им войска. Им удалось избежать гибели.	
В дальнейшем, опасаясь влияния казахского хана Касымхана на присырдарьинские города, Мухаммед Шейбани хан, стремился не допустить усиления Казахского ханства, и с этой целью всячески препятствовал возвышению власти казахских ханов в Присырдарье. Далее он попытался совсем прекратить их торговые отношения с Мавераннахром и издал указ, чтобы население Туркестана не совершало никаких торговых сделок с казахскими купцами. По сообщению Фазлаллаха ибн Рузбихана в «Михман-наме-йи Бухара»:	
	
…был издан указ, чтобы население Туркестана никаких торговых сделок с казахскими купцами не совершало, и чтобы между ними и жителями этих земель не было взаимных посещений и поездок купцов… у его ханского величества возникло намерение не допускать казахов ступить в его владения, где они воочию увидели бы и рассмотрели красу, благоденствие, орудия завоевания мира и преимущества узбеков. Не дай бог, если лицезрение всей этой благодати толкнёт казахов на путь войны и распри
Борьба за присырдарьинские города приняла характер затяжной войны. Султан Касым хан, видел в присырдарьинских городах экономическую и военную опору своей власти над населением кочевых районов и поэтому постоянно тревожил Шейбанидов в пограничных районах Туркестана и Ташкента. В ответ на его продвижение в Туркестан зимой 1510 г. Шейбани-хан предпринял наступление на улус Касым хана, находившийся в предгорьях Улытау. Этот поход оказался неудачным и окончился поражением и явилось причиной последовавшего за этим событием ослабления его власти.	
Однако кровные связи Касым-хана с Шейбанидами проявились, когда сунниты Шейбаниды потерпели поражение от шиита — сефевидского шаха Исмаила, так сын Касым-хана Абулхаир пришёл с войском на помощь Шейбанидам в битве против иранцев в 1511 году. Абулхаир написал письмо сефевидскому шаху: «Да станет известно шаху Исмаилу-бахадур-хану, что прибыл благовоспитанный султан — сын Касим-хана, падишаха Дешта. Вы поступили храбро, выйдя за территорию границ своих владений. Хан послал меня, чтобы схватить вас, но я ценю смелых людей и не хочу, чтобы отец повесил вас вверх ногами. Вы тоже цените [свою] жизнь и [поэтому] освободите [сей] край и передайте его [узбекским ханам], а сами возвращайтесь в Иран, а не то обрушу на ваши головы землю и всю вселенную. Пощади свою молодость и отстранись от бессмысленной жертвы. Это мой совет, а ты [там] как хочешь [так и поступай]». Но сефевиды одержали победу, а Абулхайр был убит. По другой версии, Абулхаир был сыном шибанида Хамза султана, он погиб в этом же году. Последняя версия кажется более достоверной так как Абулхаир султан был похоронен на кладбище, рядом с Шейбани-ханом

## Управление областями
Шейбани-хан распределил области своего государства среди родственников и близких ему людей. Область Туркестана была вверена Кучкундже, а в Ташкент был назначен его брат, Суюнчходжа. Ахси был отдан Джанибек-султану. В Шахрухии и её районах стал править Эмир Якуб Вафадар. Столица Самарканд была вверена Ахмад-султану. Область Хисара он определил Хамза-султану и его брату Махди-султану; в область Термеза был назначен Саййид Мухаммад-султан, сын Саййид Баба-хана; Кундуз был предоставлен эмиру Канбар Саййид Ашику.
При Мухаммед Шейбани-хане была проведена некоторая работа по улучшению и расширению ирригационной сети, что позволило несколько увеличить посевные площади.

## Денежная реформа Шейбани-хана
Свои первые монеты Шейбани-хан выпустил в Самарканде и Бухаре в 1501—1502 годы Серебряные монеты были выпущены от его имени. С 1504 года монеты Шейбани-хана выпускались в других городах. На монетах Шейбани-хана упоминались имена первых четырёх праведных халифов.
В 1507 году был занят Герат, где Шейбани-хан объявил денежную реформу в стране. Денежное обращение в Герате к этому времени переживало глубокую инфляцию. Реформа должна была привлечь на сторону Шейбани-хана торгово-ремесленные слои общества. Основой серебряного обращения была назначена новая танга, с именем и титулами самого Мухаммеда Шейбани-хана. Дата полного завершения реформы — 1508 год, когда танга, единые по весу, надписям, оформлению были выпущены во многих городах и областях государства Шейбани-хана: в Самарканде и Бухаре, в Мерве, Нисе и Серахсе, в Герате, Мешхеде, Нишапуре, Нимрузе, Каине, Себзеваре.

## Политика в области культуры
Члены семьи Шейбани-хана, включая его предков, увлекались литературой. Его дед, Абулхайир-хан, заказал перевод произведений знаменитого поэта, мистика, приверженца суфизма Джалалетдина Руми (1207—1273).
Шейбани-хан обучался в медресе одного из крупнейших центров исламской науки — Бухаре и по мнению авторитетных востоковедов Шейбани-хан — полководец и государственный деятель — в культурном отношении стоял на уровне образованных людей своей эпохи.
В январе 1509 года Шейбани-хан устроил диспут в религиозном центре у гробницы Бахауддина Накшбанда.
Весной 1509 года Шейбани-хан посетил города Мешхед и Тус, где приказал благоустроить святые места. После этого события Тус получил второе название «Ёдгори хони» — (память хана).
В. В. Бартольд считал, что стихи Шейбани хана не пользовались уважением беспристрастных современников. Мистическое настроение, по-видимому, занимало значительное место в характере Шейбани хана, даже своими военными подвигами он, посредством аллегорического толкования, пользовался для описания борьбы человека со своими страстями.

## Постройки, возведенные по приказу Шейбани-хана
По мере укрепления власти Мухаммед Шейбани приступил к продолжению традиции своих предшественников по трону — Амира Тимура и Тимуридов, он являлся донатором крупных архитектурных сооружений. За короткий период своего правления — 10 лет он на свои средства возвел ряд построек: медресе, мавзолеи, мечети, мосты и замки.
В 1502 году по приказу Шейбани-хана построен мост-вододелитель из жжённого кирпича через реку Зерафшан. Остатки этого моста, в виде одной кирпичной арки сохранились до нашего времени.
В Карши по приказу Шейбани-хана был возведен большой замок.
Историк Рузбихан сообщал, что Шейбани-хан в Сыгнаке регулярно посещал мавзолей своего деда Абулхайр-хана, который был построен по его приказу.
В 1509 году в городе Яссы (Туркестан) Шейбани-хан приказал построить мечеть и выделил государственные средства для дальнейшего совершенствования учебного процесса в медресе города. Он также распорядился о выделении средств на учебный процесс и зарплату преподавателям медресе других близлежащих городов.
В «Тарих-и Кипчак-хани» в частности, упоминается, что Шейбани-хан по пути в Герат отремонтировал бассейн Аргун-хана ибн Абака-хана. В 1506 году Шейбани-хан, возвратившись из балхского похода, исправил мост Шах Мелика на реки Кухак (Зеравшан), построил большое медресе.
В столице государства, Самарканде, Шейбани-хан приказал построить большое медресе, где позже сам принимал участие в научных и религиозных диспутах. Первое датированное известие о медресе Шейбани-хана относится к 1504 году Мухаммед Салих писал, что Шейбани-хан построил в Самарканде медресе для увековечения памяти о своем брате Махмуд-султане. Фазлаллах ибн Рузбихан относительно медресе пишет, что строительство здания медресе с худжрами и двором было завершено к 1509 году.
При медресе Шейбани-хана имелась библиотека. Функции библиотекаря, обязанности по выдаче книг, по их реставрации, приобретению в библиотеку новых книг, а также освидетельствование их печатью с именем учредителя вакфа описывается в одном из вакфных документов.
Фазлаллах ибн Рузбихан в «Михмон-намеи Бухара», выражает свое восхищение величественным зданием медресе, его золоченым кровом, высокими худжрами, просторным двором и приводит стих, восхваляющий медресе. А Зайн ад-дин Васифи, побывавший в медресе Шейбани-хана несколькими годами позже, писал в своих мемуарах, что веранда, зала и двор медресе просторные и великолепные.
Медресе Шейбани-хана было полностью разрушено в годы Советской власти.

## Творчество Шейбани-хана
Хотя почти вся его жизнь прошла в походах и битвах, Шейбани-хан оказался восприимчив к книжной учености и поэзии, посвятив два года своей жизни в Бухаре изучению основ ислама и постижению науки, сам стал писать стихи, обнаружив литературный талант. На привалах во время походов он устраивал настоящие диспуты с обсуждением религиозных и научных вопросов.
Шейбани-хан в молодости очень увлекался историей. В 1475 году Шейбани-хану специально подарили книгу о жизни Александра Македонского — «Искандар-намэ», написанную в далекой Османской империи.
Шейбани-хан увлекался поэзией и писал стихи на тюркском языке. До нас дошёл сборник его стихотворений. В поэме Шади «Фатх-Наме» сохранилась история о юношеской влюбленности Шейбани в дочь ногайского бия Мусы. Есть данные источников, что Шейбани-хан писал стихи и на тюркском, и на персидском языках.
Средневековый автор Нисари признавал Шейбани-хана знатоком Корана.
Шейбани-хан писал стихи под псевдонимом «Шибани». Диван стихов Шейбани-хана, написанный на среднеазиатском тюркском литературном языке в настоящее время хранится в фонде рукописей Топкапы в Стамбуле. Он состоит из 192 страниц.
Рукопись его философско-религиозного произведения: «Бахр ул-худо», написанное на среднеазиатском тюркском литературном языке в 1508 году находится в Лондоне. Шейбани-хан использовал при написании своего сочинения различные труды по богословию. Оно содержит собственные соображения Шайбани-хана по религиозным вопросам. Автор излагает собственное представление об основах ислама: покаяние в грехах, проявление милосердия, совершение добрых дел. Шейбани-хан показывает прекрасное знание мусульманских ритуалов и повседневных обязанностей правоверных мусульман.
По мнению некоторых историков, Шейбани-хан был автором исторического произведения «Таварих-и гузида-йи нусрат-наме».
Шейбани-хану написал прозаическое сочинение под названием «Рисале-йи маариф-и Шейбани» на среднеазиатском тюркском — чагатайском языке в 1507 г. вскоре после захвата им Хорасана и посвящено сыну, Мухаммаду Тимуру (рукопись хранится в Стамбуле). В сочинении говорится о необходимости знания законов ислама, пользе этого знания для правителя. В этом произведении Шайбани-хан также показал себя приверженцем суфийского учения Ахмада Яссави.

## Историки и поэты при дворе Шейбани-хана
Шейбани-хан, будучи сам поэтом, собрал при своем дворе талантливых поэтов и ученых. Среди них можно упомянуть таких поэтов, как Камал ад-дин Бинаи, Мухаммед Салиха и других, ставших авторами поэм, посвященных жизни и деятельности самого Шейбани-хана. Репрессии против суннитов в Иране и Хорасане со стороны шаха Исмаила привели к бегству интеллектуалов суннитов в Мавераннахр, в числе которых был персидский историк, поэт и мыслитель Фазлаллах ибн Рузбихан, автор произведения «Книга бухарского гостя» и поэт, писатель Зайн ад-дин Васифи. Одно время при дворе Шейбани-хана находился выдающийся художник Кемаль-ад-Дин Бехзад, который нарисовал его портрет.

## Шейбани-хан и семья Алишера Навои
Поэт А.Навои скончался до прихода Шейбани-хана в Герат, но его родной брат Дервиш-Али всячески поддерживал поход Шейбани-хана в Хорасан и в 1503 году присоединился к Шейбани-хану и ездил уговаривать жителей Балха покориться Шейбани-хану. После смерти Шейбани-хана Дарвиш-Али вместе с Бабуром выехал в Самарканд Сам Шейбани-хан был знаком с творчеством поэта Алишера Навои и упоминает его в своих стихах.

## Последние годы жизни и гибель
Последние годы Шейбани-хана складывались непросто. Весной 1509 года умерла его мать. После её похорон в Самарканде он отправился в Карши, где провел совещание с близкими и разрешил им разъехаться по своим улусам. Племянник Убайдулла отправился в Бухару, Мухаммад Темур — Самарканд, Хамза султан — Гиссар и др. Сам Шейбани-хан с небольшим отрядом отправился в Мерв.
По мнению В.Бартольда, дипломатические и военные таланты Шейбани не подлежат сомнению, но он не сумел упрочить результаты своей деятельности. Шейбанихан использовал суфийские ордена в своих интересах, а кто был его противником, он подвергнул гонению например, некоторых руководителей ордена накшбандиев в Самарканде. Глава ордена, Мухаммед-Яхъя за это поплатился жизнью.
Основатель государства Доулет-е Кызылбаш (Кызылбашское государство) в Иране сефевидский шах и шиит Исмаил I был встревожен успехами Шейбани-хана. Помимо политических интересов, столкнулись также и религиозные, шиизм шаха Исмаила, объявленный государственной идеологией, противоборствовал с суннизмом, отстаиваемым Шейбани-ханом и поддерживаемым большинством населения Мавераннахра. Провозглашение шахом Исмаилом шиизма господствующей религией было сделано в духе воинствующем, сопровождалось крайними преследованиями суннитов во владениях шаха, причем проявления фанатизма не щадили даже мертвых, так, были вырыты из могилы кости известного ширазского казия Бейзави, весьма почитаемого в суннитском мире комментатора Корана (ум. в 1286—1292 г.), сожжены и пепел их развеян по ветру.
В 1510 г. Шейбани-хан находился в Гератe. В это время Исмаил I, узнав о неудачах Шейбани-хана в борьбе с хезарейцами, вторгся в Западный Хорасан и стал стремительно продвигаться к Герату. Под рукой у Шейбани-хана не оказалось достаточно сильного войска. Во время военной компании против хезарейцев он потерял большую часть лошадей своей армии. Основная часть войск стояла в Мавераннахре, поэтому он, посоветовавшись со своими эмирами, поспешил укрыться за стенами Мерва. Сефевидские войска захватили Астрабад, Мешхед, а также Серахс. Все узбекские эмиры, находившиеся в Хорасане, в том числе и Джан Вафа, бежали от сефевидов-кизылбашей и прибыли в Мерв. Шейбани-хан отправил вестника к Убайдулла-хану и Мухаммеду Тимуру-султану за помощью. Тем временем шах Исмаил окружил Мерв и целый месяц его осаждал, но овладеть городом он не смог, для того чтобы выманить хана из города, прибег к притворному отступлению.
Согласно источникам, большим влиянием в узбекском обществе пользовалась одна из жен Мухаммед Шейбани-хана, Айша-Султан-хонум, более известная под именем Могул-хонум. В источниках сообщается, что на кенгеше — собрании хана — обсуждался вопрос, выступать или нет из Мерва для сражения отступившими кызылбашскими войсками шаха Исмаила. Узбекские эмиры предлагали подождать два-три дня, пока прибудут вспомогательные силы из Мавераннахра. Но принимавшая частие в военном совете, любимая жена Мухаммед Шейбани-хана — Могул-хонум, заявила хану: «И ты, будучи узбеком, боишься кизылбашей! Если вы боитесь, я сама возьму воинов и пойду за ними. Сейчас подходящий момент, такого момента больше не будет.» После этих слов Могул-хонум все будто бы устыдились, и узбекские войска пошли на бой, кончившийся поражением и смертью Шейбани-хана.
В декабре 1510 года Мухаммед Шейбани-хан, не дожидаясь шедшего к нему 30-тысячного подкрепления, поддавшись провокации шаха Исмаила, с пятитысячным войском выступил из города, бросился преследовать шаха и попал в засаду. В сражении у села Махмудабад, при Мерве 2 декабря 1510 года (по другим данным 30 ноября 1510 года), войско Шейбани хана было окружено 17-тысячной армией Исмаила и после ожесточенного сопротивления было разбито. Остатки войска оказались в топком солончаке и погибли под стрелами. Согласно историческим исследованиям в бою пали многие представители узбекской аристократии и сам Шейбани-хан. Шах Ирана, Исмаил Первый, жестоко обошёлся с телом Шейбани-хана. Существует легенда, что череп, оправленный в золото, был превращен в кубок.
Обезглавленное тело Шейбани-хана было похоронено в столице его государства в Самарканде. Данный факт был подтверждён при вскрытии гробницы Шейбани хана в Самарканде, произведенном в начале 80-х годов XIX века. Один из скелетов был без черепа, возможно это был Шейбани хан. В настоящее время надгробный камень Шейбани-хана хранится в Эрмитаже в Санкт-Петербурге. Его мавзолей был разрушен в 1920-х годах. Надгробия были перенесены в другое место. В середине XX века, дахма была вновь перенесена на площадь Регистан. Все, что осталось от мавзолея Шейбанидов — это мраморная дахма на площади Регистан в Самарканде. В честь Шейбани-хана нет памятников в Узбекистане в то время как его противник Исмаил Сефеви почитается в Иране и Азербайджане, где ему установлены памятники.

## Память
- в память Шейбани-хана в XVI веке в Самарканде квартал и улица были названы в его честь[97], только при советской власти они были переименованы.
- узбекский эмир из династии мангыт Шахмурад уделял особое внимание благоустройству медресе Шейбани-хана в Самарканде и восстановил вакфы на её функционирование как учебного центра.
- В 1849 году востоковед И. Березин издал сочинение «Шейбаниада».
- одним из первых творчество Шейбани-хана изучал выдающийся востоковед Заки Валиди Тоган.
- деятельность Шейбани-хана изучал советский востоковед А.Семенов.
- Сборник стихов (диван) Шейбани-хана был издан в Турции.
- Народная поэма о Шейбани-хане была записана со слов узбекского сказителя Пулкан шоира в 1920-х годах.
- В 1961 и 1989 годах в Узбекистане на узбекском языке было издано произведение М. Салиха «Шайбонийнома».
- В 1966 году узбекистанская исследовательница Р.Мукминова издала «Вакф-наме» медресе Шейбани-хана.
- В 1967 году в Узбекистане было издано факсимиле рукописи «Таварих-и гузида-йи нусрат-наме».
- в 1976 году востоковед Р.Джалилова издала произведение Ибн Рузбихана, посвященное Шейбани-хану.
- в 1989 году в Узбекистане было переиздано произведение М.Салиха «Шейбани-наме».
- по литературному и философскому творчеству Шейбани-хана написано несколько докторских диссертаций в Турции.
- в 1980—1990-е годы творчество Шейбани-хана изучал итальянский ученый A.Бодролигетти.
- в 1996 году узбекистанские исследователи А. Муминов, Б. Бабаджанов и немецкий востоковед Ю. Пауль издали надгробные надписи Шейбанидов из Самарканда.
- в 2009 году узбекистанские исследователи И.Бекжан и Д.Сангирова перевели и издали книгу про Шейбани-хана, написанную историком Муҳаммадёром ибн Араб Қатағаном «Мусаххир ал-билод». Ташкент, 2009
- Мухаммед Шейбани стал персонажем индийского телесериала 2021 года «Империя».
- Шейбани стал персонажем художественного фильма «Рассвет великой степи» (2022), где его сыграл Нурлан Алимжанов.

## Дети Шейбани-хана и его наследники
Шейбани-хан был также женат на тётке Бабура по материнской линии, Мехр-Нигар-ханим.
После смерти Шейбанихана у него оставался единственный сын Мухаммед Тимур-султан (умер в 1514 году). Был похоронен в Самарканде рядом с отцом, дядей и бабушкой. Его жена, Мехр-Нигар-ханим, была известной покровительницей науки искусств. У Мухаммад Темур султана был один сын — Пулад-султан. У Пулад-султана был один сын — Кукбури-султан. У него не было потомства.
От сестры Бабура, Ханзаде-бегим, у Шейбани-хана был один сын Хуррамшах-султан, однако он погиб некоторое время спустя после смерти отца.
У Шейбани-хана был и третий сын: Суюнч-Мухаммад-султан. У Суюнч-Мухаммад-султана был один сын Мухаммад-Йар-султан. На нём прервался род. Согласно Фазлаллаху ибн Рузбихану, третьего сына Шейбани-хана звали Абу-л-Хайр-султан.
Дочь Шейбани-хана Джамал-ханым умерла в 1519 году и была похоронена в Ташкенте в комплексе Шейх Хованд Тахура.
После смерти Шейбани-хана в 1510 году ханом был избран его дядя Суюнчходжа-хан. Весной 1511 года, ханом был избран другой его дядя Кучкунджи-хан (1511—1530). Он был сыном Абулхайир-хана (1428—1468) и дочери Мирза Улугбека (1409—1449), Рабии султан бегим (умерла в 1485 году, похоронена в городе Туркестане).
После смерти Шейбани власть в Хорасане и Мавераннахре перешла в руки Исмаила I и Бабура. Только благодаря дарованиям племянника Шейбани-хана, Убайдуллы-хана, владычество дома Шейбанидов было восстановлено уже в 1512 г. Убайдулла-хан сумел привлечь на свою сторону симпатии населения, ему удалось разгромить сефевидов и сохранить независимость от Ирана. Благодаря этой победе население сохранило суннитскую веру. При правлении Кучкунджи-хана столицей государства Шейбанидов оставался Самарканд.